# Azuaga
Azuaga – gmina w Hiszpanii, w prowincji Badajoz, w Estramadurze, o powierzchni 497,89 km². W 2011 roku gmina liczyła 8205 mieszkańców.